# جریکا هینتون

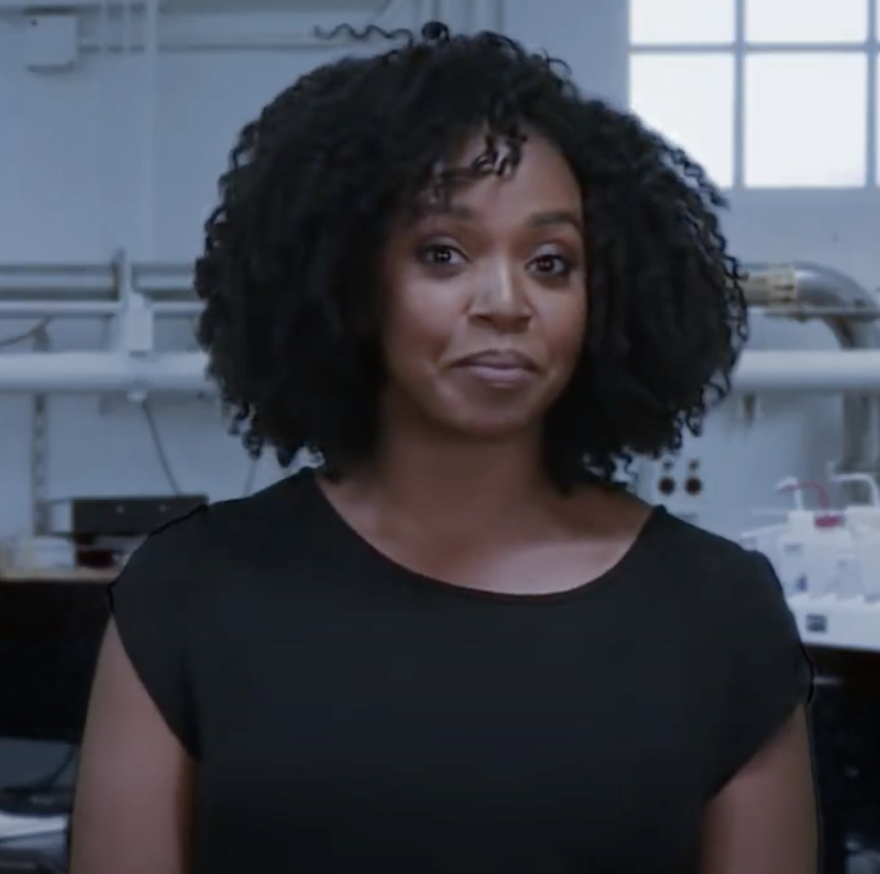
جریکا هینتون

جریکا هینتون (انگلیسی: Jerrika Hinton؛ زادهٔ ۲۱ سپتامبر ۱۹۸۱) یک هنرپیشه اهل ایالات متحده آمریکا است. وی از سال ۲۰۰۶ میلادی تاکنون مشغول فعالیت بوده‌است.

## گزیدهٔ آثار

### سینما
- باران (۲۰۰۶)

### تلویزیون
- آناتومی گری (۲۰۱۲ تا کنون)
- استخوان‌ها (۲۰۱۱)
- به من دروغ بگو (۲۰۱۰)
- دختر سخن‌چین (۲۰۰۹)